# Clemens Nocker
Clemens Nocker (22 agosto 1996) è un ex sciatore alpino austriaco.

## Biografia
Originario di Trins e attivo in gare FIS dal novembre del 2011, in Coppa Europa Nocker ha esordito il 24 gennaio 2014 a Val-d'Isère in discesa libera (18º), ha conquistato l'unica vittoria, nonché unico podio, il 15 dicembre 2020 a Santa Caterina Valfurva nella medesima specialità e ha preso per l'ultima volta il via il 19 novembre 2021 a Zinal in supergigante (29º), ultima gara della sua carriera. Non ha debuttato in Coppa del Mondo né preso parte a rassegne olimpiche o iridate.

## Palmarès

### Coppa Europa
- Miglior piazzamento in classifica generale: 44º nel 2021
- 1 podio:
  - 1 vittoria

#### Coppa Europa - vittorie
| Data             | Località                | Paese  | Specialità |
| ---------------- | ----------------------- | ------ | ---------- |
| 15 dicembre 2020 | Santa Caterina Valfurva | Italia | DH         |

Legenda:

DH = discesa libera

### Campionati austriaci
- 1 medaglia:
  - 1 bronzo (discesa libera nel 2019)